# GOWEX

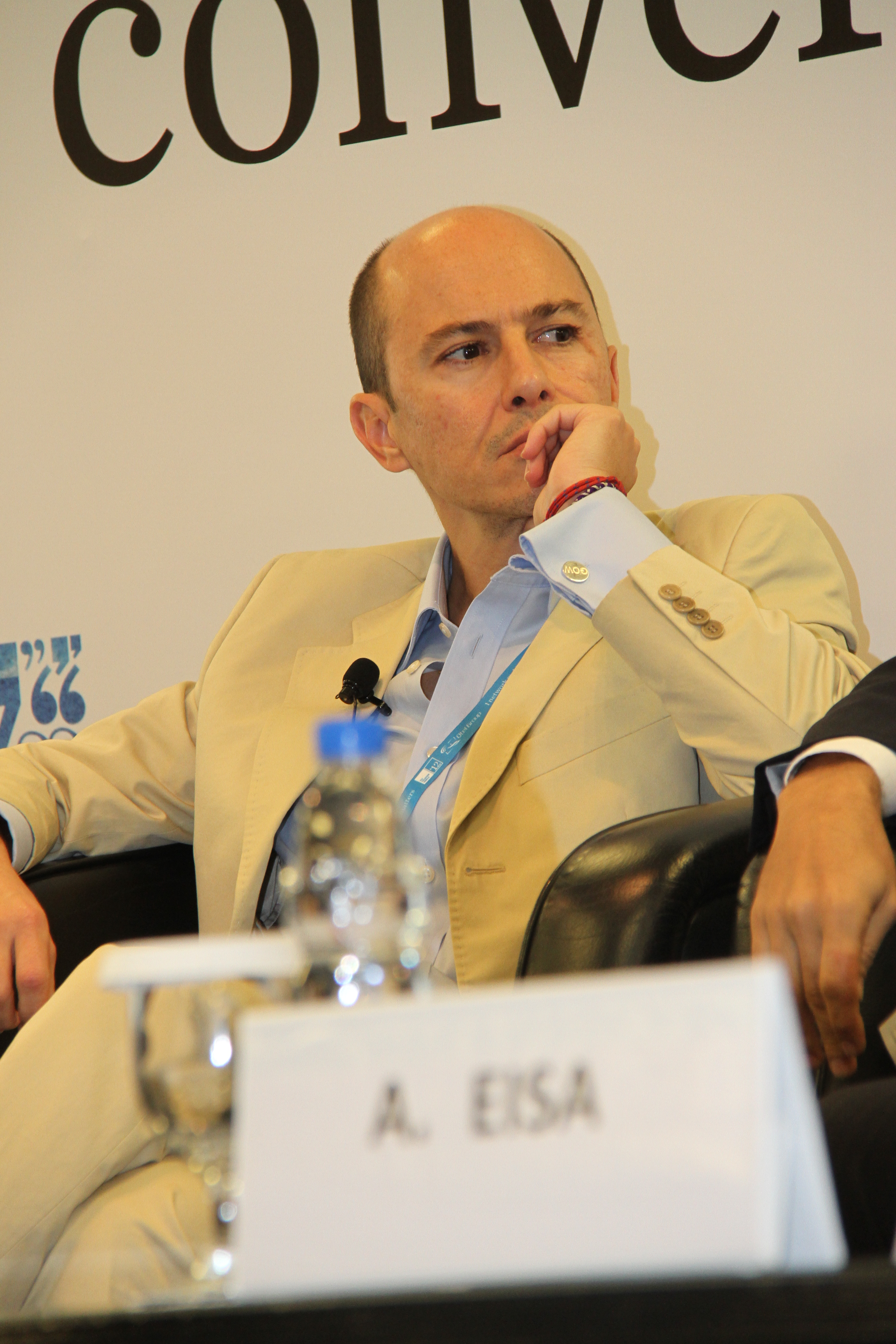
Jenaro García, consejero delegado de Gowex.com, en 2012.

LET'S GOWEX, S.A. (GOWEX.com) fue una empresa española creada en 1999. Inicialmente dedicada a actividades de compraventa de capacidad de telecomunicaciones en España, empezó a partir de 2004 a dedicarse a las comunicaciones basadas en WiFi. En 2009 enfocó su negocio en la instalación de zonas de conexión wifi gratuitas en espacios públicos como calles, estaciones o quioscos. Su sede central está en Madrid. Tras el escándalo desatado en julio de 2014 en relación con el falseamiento de sus cuentas por parte de su consejero delegado, Jenaro García Martín, solicitó voluntariamente el concurso de acreedores.

## Historia
Gowex.com fue creada por Jenaro García Martín en 1999. Salió a bolsa (en el Mercado Alternativo Bursátil de Madrid) en marzo de 2010 con una capitalización de 36 millones de euros. En los cuatro años siguientes su capitalización se revalorizó un 2700 % y llegó a cotizar también en el NYSE Alternext de París.

### Distinciones
Durante su existencia, Gowex.com recibió varias distinciones resaltando su excelencia como empresa: en 2007, recibió el premio Innovación ENISA 25 Aniversario en Tecnologías de la Información y de las Comunicaciones otorgado por la Empresa Nacional de Innovación, S.A. (ENISA), empresa de capital público adscrita al Ministerio de Industria Turismo y Comercio español. En 2014, recibió el premio Start-ex otorgado por la Secretaría de Estado de Comercio y el ICEX dentro del Foro Global España. El galardón fue entregado por el presidente del Gobierno, Mariano Rajoy, y retirado tras conocerse que el consejero delegado había falseado las cuentas de la compañía.

### Escándalo bursátil.Caso Gowex
Fue suspendida en el Mercado Alternativo Bursátil el 3 de julio de 2014. Tres días antes, Gotham City Research, una empresa de análisis económico y de inversión, radicada en Nueva York, había publicado un informe en el que afirmaba la condición deficitaria de las arcas de la empresa, la calificaba de fraude, y la comparaba con Pescanova (declarada en quiebra meses atrás). Concretamente, lo que decía Gotham City Research en su informe era que el 90 % de los ingresos que manifestaba la empresa percibir según sus cuentas anuales era irreal, puesto que se trataba de operaciones que llevaba a cabo la empresa consigo misma y no se producía, por tanto, ningún flujo de caja. La reacción del consejero delegado de la empresa, Jenaro García Martín, que asistía por esas fechas a unos actos organizados por el Banco Santander en los cursos de verano de la Universidad Complutense de Madrid, fue acusar al informe de contener "mentiras" y declarar que estaban estudiando emprender acciones legales, añadiendo que "lo que ha ocurrido es difamatorio". Gowex emitió un comunicado asegurando que la información recogida por Gotham era "rotundamente falsa" y que "desde el anonimato de un documento no firmado, el único objetivo que se busca es dañar tanto el valor de la acción como la imagen de la compañía".
El escándalo, que afectaba a cerca de 5000 inversores, provocó que el valor bursátil de la firma, que era de 1400 millones de euros hacia el 1 de julio, cayera un 46 % y un 26 % en dos sesiones consecutivas, antes de ser suspendida en bolsa. La caída en picado de sus acciones en el MAB tras la publicación del informe de Gotham, llevaron a la Comisión Nacional del Mercado de Valores (CNMV) a iniciar una investigación el mismo 1 de julio sobre los autores del informe, y sus posibles intereses. Por su parte, Gowex, que realizaba sus auditorías con M&A Auditores, anunció que cambiaría de auditor para "reforzar la transparencia".
Tras la suspensión la empresa volvió a calificar de "falsedades" y "acusaciones infundadas" el informe de Gotham, y el 4 de julio anunció que la firma británica PricewaterhouseCoopers (PwC) investigaría la gestión económica de la empresa. Desde la empresa se afirmó que tenían "plena confianza en que las conclusiones de este informe confirmarán la falsedad de las acusaciones de Gotham City Research". Ese mismo día, la Asociación Europea de Inversores Profesionales presentó una denuncia ante la Fiscalía General del Estado contra Gowex, acusándola de los delitos de falseamiento de información económica financiera, falseamiento de cuentas anuales y uso de información relevante. La denuncia se extendía al presidente y consejero delegado de la compañía, Jenaro García, a M&A Auditores, a Bolsas y Mercados Españoles (BME) y al asesor registrado Ernst & Young.
El sábado 5 de julio, Jenaro García reconoció ante algunos consejeros de la empresa que había falseado las cuentas de la sociedad durante al menos los cuatro años anteriores, tras lo que dimitió. El domingo 6 de julio la empresa anunció que el consejo de administración se había reunido el día anterior, aceptado la dimisión de García y solicitaba el concurso de acreedores, mientras el antiguo consejero delegado y presidente acudía voluntariamente al juzgado a confesarse responsable de haber falseado la contabilidad de la compañía, manteniéndose la suspensión de la empresa en el MAB.
El 9 de julio se formalizaron por parte de los afectados las primeras querellas judiciales en la Audiencia Nacional contra Jenaro García, así como contra el resto del consejo y M&A Auditores. Un año después, en julio de 2015, la empresa presentó el concurso voluntario de acreedores debido a su situación de insolvencia.
Entre el conglomerado de GOWEX se encuentra ICOX WEB Consulting Spain, empresa espejo encargada de la gestión I+D de GOWEX, llevada por Javier Solsona.
Los administradores de otras empresas del grupo Gowex no fueron encausados por la Audiencia Nacional.
Si fueron imputados otras empresas como Maatg Noozle, y su ex-adminitrador Ignacio Navarro Alventosa.